# 亚伦的杖 (小说)
亚伦的杖（Aaron's Rod）是大卫·赫伯特·劳伦斯的一部流浪汉小说，出版于1922年。

## 背景
劳伦斯于1918年初开始创作《亚伦的杖》，但在完成前十一章之后就放弃了这部作品。较长的结尾部分则写于1921年。 书名源于旧约圣经中的亚伦杖，摩西的哥哥亚伦在旷野建造了金牛犊，供以色列人崇拜。亚伦的杖是他权威的神圣象征，又在亚伦·西森的长笛那里找到了回音。

## 概要
英格兰中部煤矿的工会官员亚伦·西森，也是一个有天赋的业余长笛手，他的梦想是成为公认的职业音乐家。他陷入了一段陈旧的婚姻。故事一开始，他抛下妻子和两个孩子，决定去意大利旅游。在旅行中，他遇到了作家劳登·莉莉。战后亚伦在伦敦生病时，她帮助照料他恢复健康。恢复健康后，亚伦抵达佛罗伦萨。在这里，在他活跃于知识界和艺术界，争论政治、领导和臣服，并与一位贵族女士有染。小说结束于一场无政府主义者或法西斯爆炸，摧毁了亚伦的乐器。

## 出版历史
1922年4月，《亚伦的杖》在美国由托马斯·塞尔策首次出版，随后于1922年6月由马丁·塞克出版了英国版。1950年，它由企鹅图书在英国出版。1961年，它在美国出版了维京指南针版，1976年由企鹅图书公司在美国出版。